# Кос, Пабло Эрнандес де
Пабло Эрнандес де Кос (род. 20 января, 1971) — испанский экономист, 70-й управляющий Банка Испании (с 2018), председатель Базельского комитета по банковскому надзору (с 2019) и председатель Консультативного технического комитета Европейского Совета по системным рискам.

## Биография
Эрнандес де Кос является вторым самым молодым губернатором после Хосе Рамона Альвареса Рендуэлеса, который был назначен губернатором в 1978 году в возрасте 38 лет.
Пабло окончил экономический и бизнес-факультет Университетского колледжа финансовых исследований в 1993 году, юридический факультет Национального университета дистанционного образования, а уже в следующем году получил докторскую степень по экономике в Мадридском университете Комплутенсе в 2004 году, чьей диссертацией руководил Хосе Мануэль Гонсалес-Парамо. В 2009 году Пабло закончил программу менеджмента в бизнес-школе IESE Университета Наварры. Он был адъюнкт-лектором на экономическом факультете Мадридского университета Карла III и бизнес-школы IE.